# 荷兰国家植物标本馆
荷兰国家植物标本馆（荷蘭語：Nationaal Herbarium Nederland）成立于1999年，由瓦赫宁恩、乌得勒支和莱顿重点大学的植物标本馆合并而成。共收藏了约550万份标本，是世界上最大的植物标本馆之一。

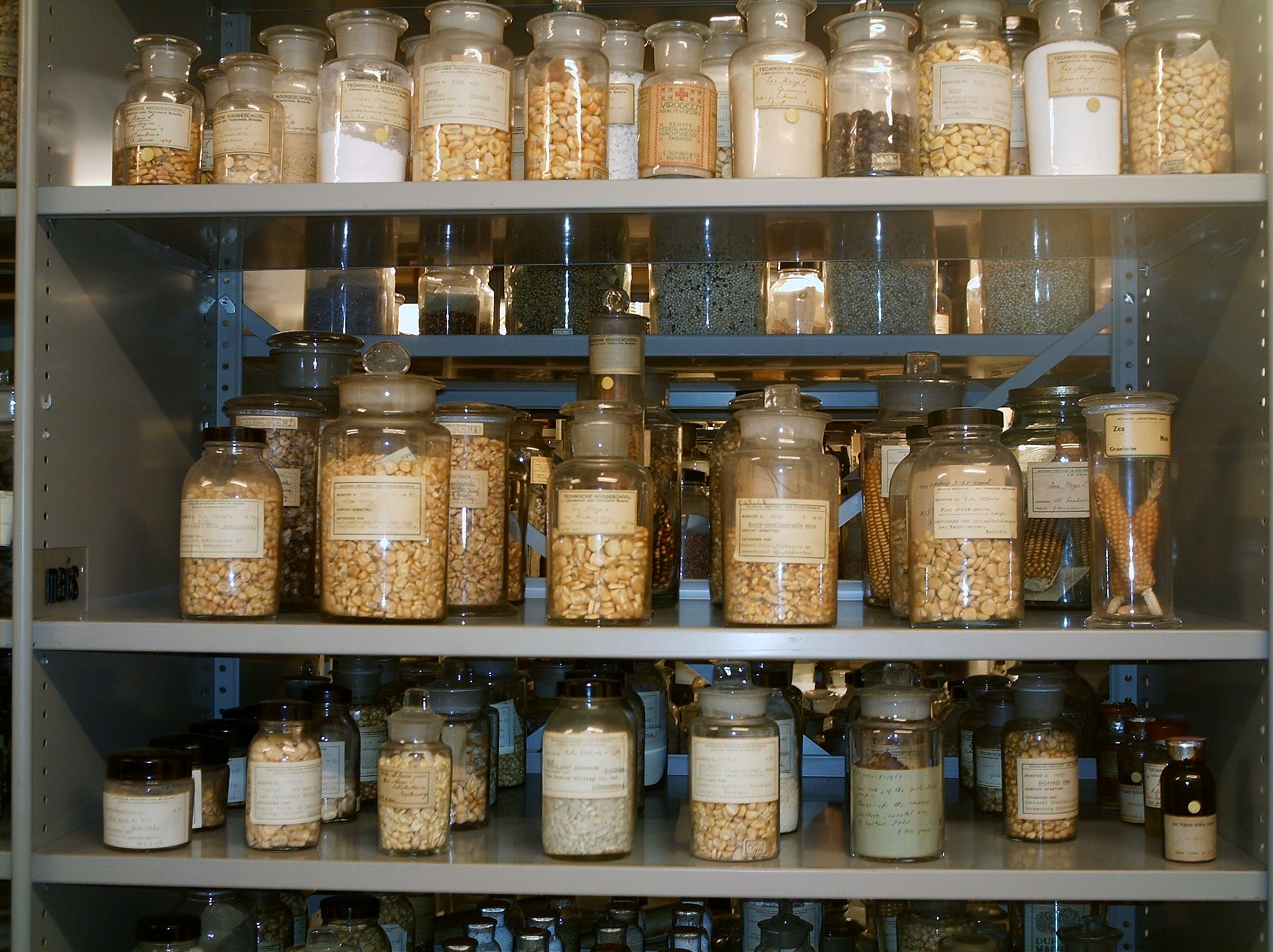
装在玻璃瓶里的晒干的谷物和其他物品，现存荷兰国家植物标本馆

其中包含了一些著名的经典植物学家的标本室，如：
- 大卫·德霍尔特（David de Gorter）